# Гидроортофосфат кальция
Гидроо̀ртофосфа́т ка́льция (дика́льцийфосфа́т, двухзамещённый фосфорнокислый ка́льций) — неорганическое вещество, кислая соль кальция и ортофосфорной кислоты с формулой CaHPO4. Образует кристаллогидрат. Пожаро- и взрывобезопасен.

## Получение
- Действием гидрофосфата натрия на хлорид кальция:

{\displaystyle {\mathsf {CaCl_{2}+Na_{2}HPO_{4}\ {\xrightarrow {\ }}\ CaHPO_{4}+2\ NaCl}}}
- Действием ортофосфорной кислоты на оксид или карбонат кальция:

{\displaystyle {\mathsf {CaO+H_{3}PO_{4}\ {\xrightarrow {\ }}\ CaHPO_{4}+H_{2}O}}}
{\displaystyle {\mathsf {CaCO_{3}+H_{3}PO_{4}\ {\xrightarrow {\ }}\ CaHPO_{4}+CO_{2}\uparrow +H_{2}O}}}
- Разложением дигидроортофосфата кальция:

{\displaystyle {\mathsf {Ca(H_{2}PO_{4})_{2}\rightleftarrows \ CaHPO_{4}+H_{3}PO_{4}}}}

## Физические свойства
Безводный гидроортофосфат кальция образует белые кристаллы. Кристаллизуется из водных растворов с температурой выше 36°С.
Из водных растворов с температурой ниже 36°С выделяется кристаллогидрат CaHPO4•2H2O, бесцветные кристаллы с плотностью 2,317 г/см³.

## Химические свойства
- Кристаллогидрат и безводный гидроортофосфат кальция термически неустойчивы:

{\displaystyle {\mathsf {CaHPO_{4}\cdot 2H_{2}O\ {\xrightarrow[{-H_{2}O}]{100^{o}C}}\ CaHPO_{4}\ {\xrightarrow[{-H_{2}O}]{>100^{o}C}}\ Ca_{2}P_{2}O_{7}}}}
- Из воздуха медленно поглощает аммиак:

{\displaystyle {\mathsf {CaHPO_{4}+NH_{3}\ \rightleftarrows \ (NH_{4})_{2}HPO_{4}+Ca_{3}(PO_{4})_{2}}}}
- Концентрированными серной и азотной кислотами переводится в соответствующие соли кальция[1]:

{\displaystyle {\mathsf {2CaHPO_{4}+H_{2}SO_{4}\ \rightleftarrows \ Ca(H_{2}PO_{4})_{2}\downarrow +CaSO_{4}\downarrow }}}
{\displaystyle {\mathsf {CaHPO_{4}+2HNO_{3}\ \rightleftarrows \ Ca(NO_{3})_{2}+H_{3}PO_{4}}}}

## Применение
Применяется для подкормки скота и как фосфорное удобрение. Также участвует в процессе созревания молока при выработке сыра.
Зарегистрирован в качестве пищевой добавки Е341(ii).

## Безопасность
Гидроортофосфат кальция — нетоксичное вещество. ЛД50 на крысах при пероральном введении составляет 8200-36000 мг/кг.
ПДК в рабочей зоне — 10 мг/м³.